# Drosophila ciliotarsa
Drosophila ciliotarsa är en tvåvingeart som beskrevs av Gupta 1990. Drosophila ciliotarsa ingår i släktet Drosophila och familjen daggflugor.
Artens utbredningsområde är Indien.